# Arrondissement Le Mans
Arrondissement Le Mans (fr. Arrondissement du Mans) je správní územní jednotka ležící v departementu Sarthe a regionu Pays de la Loire ve Francii. Člení se dále na 12 kantonů a 48 obcí.

## Kantony
- Allonnes
- Ballon
- Écommoy
- Le Mans-Centre
- Le Mans-Est-Campagne
- Le Mans-Nord-Campagne
- Le Mans-Nord-Ouest
- Le Mans-Nord-Ville
- Le Mans-Ouest
- Le Mans-Sud-Est
- Le Mans-Sud-Ouest
- Le Mans-Ville-Est